# Marie-Claire Daveluy
Marie-Claire Daveluy, née le 15 août 1880 à Montréal et morte le 21 janvier 1968 dans la même ville, est une bibliothécaire, historienne et écrivaine québécoise,. Elle est surtout reconnue pour ses romans pour la jeunesse où elle marie histoire du Canada et fiction d'aventure. Elle a également contribué au développement de la bibliothéconomie au Québec ainsi qu’à la réhabilitation de Jeanne Mance au titre de cofondatrice de Montréal. Sa foi catholique imprègne également sa longue carrière.

## Biographie

### Enfance et formation
Marie-Claire Daveluy est la fille de Georges Daveluy et de Maria Lesieur Desaulniers et la petite-fille de Louis Léon Lesieur Desaulniers. Née à Montréal, elle grandit dans la paroisse Saint-Jacques.
Elle fait des études au couvent d'Hochelaga des Sœurs des Saints Noms de Jésus et de Marie,. Passionnée par le piano, elle fréquente ensuite l’Académie de musique de Québec et envisage, pendant un temps, de poursuivre une carrière de concertiste.

### Bibliothèque de Montréal
En mars 1917, elle passe des épreuves écrites en prévision de l’ouverture de la nouvelle Bibliothèque municipale de Montréal. Sa candidature est officiellement retenue le 27 avril 1917 et sa nomination est effective à partir du 1er mai 1917. Le bibliothécaire en chef, Hector Garneau, la nomme au poste de « réviseur de catalogue et directrice de la salle de lecture ». Elle collabore fréquemment avec Éva Circé-Côté, alors directrice du catalogue. Les deux femmes entretiennent d’abord une relation amicale, mais le catholicisme de Daveluy en vient à exaspérer sa collègue laïque.
De 1917 à 1920, elle suit une formation en bibliothéconomie à l’Université McGill. Elle obtient son diplôme de la McGill University Summer Library School à l’été 1920. Cette formation contribue grandement à renforcer sa pensée selon laquelle les bibliothécaires doivent être adéquatement formés.
Le 3 novembre 1920, elle est nommée bibliothécaire adjointe de la Bibliothèque municipale de Montréal. En l’absence du bibliothécaire en chef, elle a la responsabilité d'assurer la direction générale de la bibliothèque.
Daveluy est d’avis qu’il est possible d’établir une hiérarchie entre les livres. Elle considère les livres traitant de sujets religieux comme des bons livres et place les romans au dernier rang. Dans un article publié au mois d'octobre 1921 dans L’Action française, une revue clérico-nationaliste, elle « lance une invitation pressante à ne chercher dans les livres que les amitiés intellectuelles autorisées par L’Église ».
À la suite du congédiement d’Éva Circé-Côté, en septembre 1932, Daveluy hérite du poste de co-directrice du catalogue que cette dernière occupait. Ce renvoi survient après la nomination d’Ægidius Fauteux au poste de directeur général de la Bibliothèque de Montréal en mai 1932. À son arrivée, Fauteux déplore l’état général de la bibliothèque ainsi que l’incompétence du personnel. Huit femmes, dont Circé-Côté, seront congédiées lors de ce grand réaménagement.
Après le décès d’Ægidius Fauteux en 1941, le poste de bibliothécaire en chef est laissé vacant. Une campagne en faveur de la nomination de Marie-Claire Daveluy au poste de bibliothécaire en chef est lancée par la Fédération nationale Saint-Jean-Baptiste, qui fait circuler une pétition. La Fédération présente sa requête à la Commission municipale et au Comité de direction de la Ville de Montréal en insistant sur la compétence de Daveluy, mais aussi sur ses vingt-quatre années d’expérience à la Bibliothèque de Montréal ainsi que sa participation à la fondation de l’École de bibliothécaires. Finalement, le poste est offert à Léo-Paul Desrosiers.
Elle prend sa retraite comme bibliothécaire adjointe de la Bibliothèque de Montréal le 1er mai 1944, à l’âge de 63 ans.

### Historienne
En 1917, elle fait une entrée remarquée à la Société historique de Montréal, devenant la première femme admise dans le cercle d'érudits,. Consciente de l’importance historique de ce moment, elle formule le souhait, dans un discours d’intronisation, que d’autres femmes entrent à la Société historique de Montréal à sa suite,.
Chercheuse autodidacte, elle développe un goût pour les archives et porte une grande attention à la preuve documentaire. Ses travaux historiques sont ponctués d’une abondance de notes infrapaginales, mais elle n’hésite pas à faire intervenir la Providence comme moteur de l’histoire.
En 1919, elle publie son premier ouvrage historique, L’orphelinat catholique de Montréal, dans lequel elle met en valeur le dévouement des Canadiennes françaises d’autrefois. L’étude porte sur l’Orphelinat catholique, administré par la Société des Dames de Charité depuis 1832, ainsi que ses bienfaitrices. Cet ouvrage fera l’objet d’un boycott par la critique en raison des convictions suffragistes de Daveluy.
Sa biographie de Jeanne Mance, publiée en 1934, est le résultat de plusieurs années de recherche. Son intention, en écrivant cet ouvrage, est de combler un vide historiographique, mais aussi de faire admettre le rôle de cofondatrice de Montréal qui revient à Jeanne Mance. Cette étude comporte 428 pages et mérite à Daveluy un prix David ainsi qu'un prix de l’Académie française,. Les recherches qu’elle a menées sont également à l’origine de la découverte de l’acte de baptême de Jeanne Mance, qui permet d’établir qu’elle est née à Langres plutôt qu’à Nogent-le-Roi. Jeanne Mance, 1606-1673 est considérée comme l’œuvre historique majeure de Daveluy et fera l’objet d’une réédition revue et mise à jour en 1962,.
Durant sa carrière d’historienne, Daveluy a aussi participé aux activités de l’Institut d’histoire de l’Amérique française ainsi qu’à sa revue, la Revue d’histoire de l’Amérique française. Elle a également contribué au premier volume du Dictionnaire biographique du Canada.
En 1942, à l’occasion du troisième centenaire de la Ville de Montréal, elle offre des cours et des conférences sur l’histoire de Montréal.
Selon l’historienne Louise Bienvenue, « son insistance à faire connaître la contribution des femmes à notre histoire nationale » fait de Marie-Claire Daveluy une historienne des femmes avant le temps.

### Romancière jeunesse
Elle est la première écrivaine québécoise de littérature jeunesse . Son œuvre marque l’avènement tardif de la littérature jeunesse au Québec. En 1921, elle publie le premier roman québécois écrit spécifiquement à l’intention des enfants, Les Aventures de Perrine et Charlot. L’œuvre paraît au départ comme un feuilleton de commande dans L’Oiseau Bleu, une revue créée pour les jeunes par la Société Saint-Jean-Baptiste. Ce premier récit, à l’écriture novatrice, raconte l’histoire de deux orphelins français embarqués clandestinement pour la Nouvelle-France.

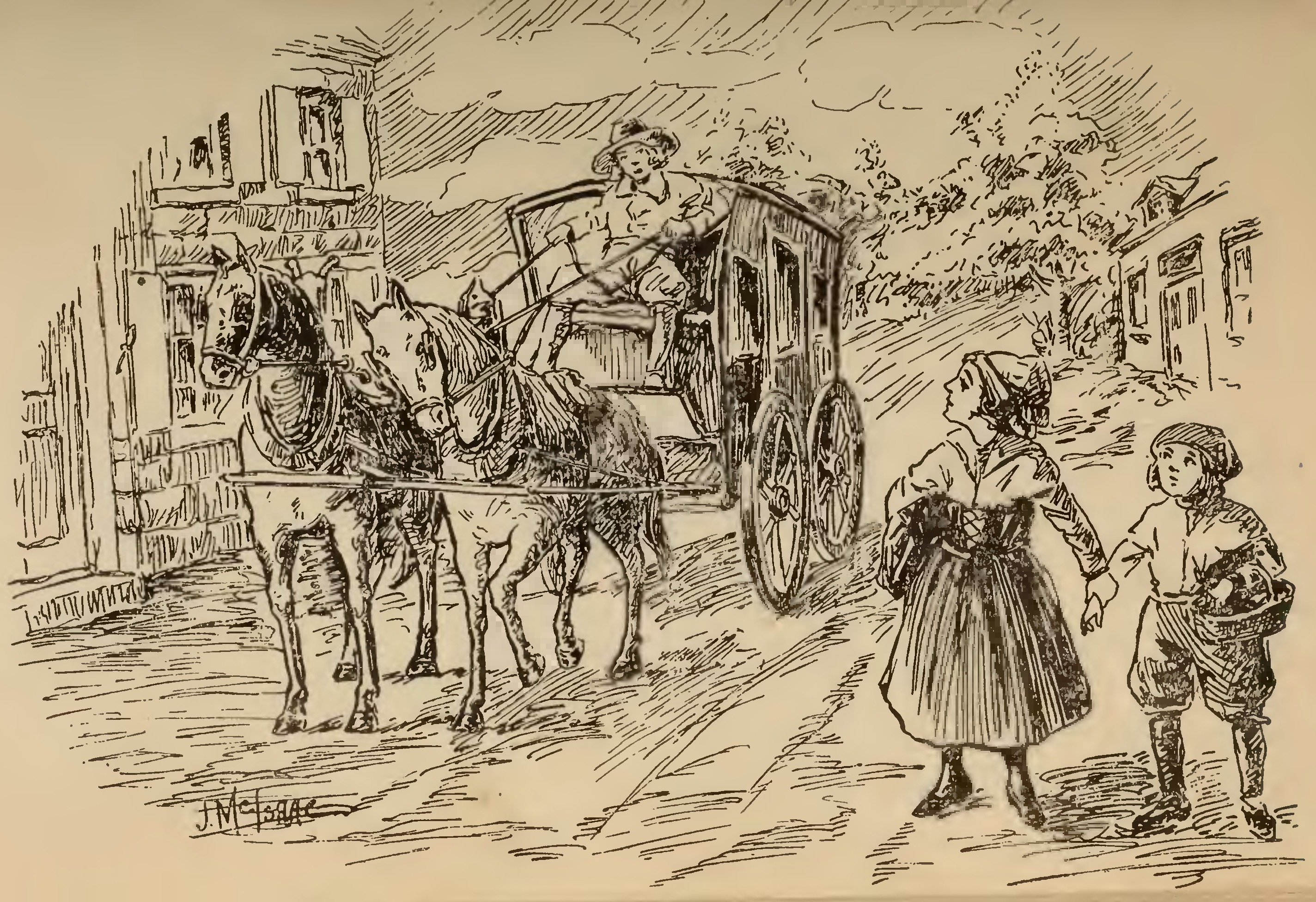
Illustration provenant du livre Les Aventures de Perrine et Charlot, premier roman jeunesse québécois.

Publié sous forme de livre en 1923, ce premier titre sera suivi de cinq autres mettant en scène ces mêmes personnages et qui paraîtront jusqu’en 1940. Pendant des décennies, on considère la saga de Perrine et Charlot comme un modèle à suivre, que ce soit pour la présentation des enfants comme des héros modèles, forts des valeurs québécoises d'époque de vertu et de piété, ou pour la « moralité parfaite et [la] haute élévation » qu’on lui accorde.
Plusieurs autres titres pour la jeunesse dont des contes de fées seront publiés pendant la même période. L’objectif est autant d’édifier, de vulgariser des connaissances historiques que de divertir. On y défend l’idéal français à une époque où l’influence du cinéma et des magazines américains est grandissante. Ces ouvrages, qui conviennent aux instances gouvernementales autant qu’au clergé, seront largement diffusés.

### École de bibliothécaires
Marie-Claire Daveluy tient un rôle prépondérant dans la création de l’École de bibliothécaires. Le projet de fondation débute en mars 1937 après une discussion entre Marie-Claire Daveluy et le père Paul-Aimé Martin relativement à un problème lié au catalogage. Le père Martin, rédacteur pour la revue bibliographique Mes fiches, était venu consulter Daveluy en sa qualité de responsable du catalogage de la Bibliothèque municipale de Montréal. Leur entretien les amène à aborder le manque de formation pour les bibliothécaires et le besoin de remédier à la situation. Si Daveluy réfléchissait aux questions de formation depuis une vingtaine d’année, la création de l’École se concrétise rapidement. L’École est fondée le 13 mai 1937 à Montréal. Ægidius Fauteux, Émile Deguire, Paul-Aimé Martin en sont les cofondateurs.
Daveluy considère que l’École doit répondre à certains objectifs. Il s’agit d’abord d’offrir une formation technique aux élèves pour en faire des bibliothécaires compétents, qui sauraient par la suite améliorer le niveau de la culture des Canadiens français. En effet, aucune formation en bibliothéconomie n’est offerte en français à l’époque. L’École doit également participer au développement de la science de la bibliographie. Enfin, il faut que les diplômés de l’École puissent, dans l’exercice de leur profession, rédiger des catalogues de qualité, qui permettraient au public de découvrir les ressources documentaires déjà à sa disposition.
Daveluy est directrice générale de l’École de 1942 à 1953. Elle est aussi directrice des études de 1937 à 1942, contribuant d’ailleurs à son programme d’études. En outre, elle y enseigne, au fil des années, différentes matières, dont le catalogage, l’histoire du livre au Canada, la compilation bibliographique et la bibliographie historique.

### Autres projets
Les années 1940 sont jalonnés de projets d’écriture pour Daveluy. Par exemple, entre 1943 et 1947, elle écrit près d’une centaine de sketches radiophoniques sur l’histoire du Canada.
En 1943, elle participe à la fondation de l’Association canadienne des bibliothèques d’institutions, qui prend le nom d’Association canadienne des bibliothèques catholiques en 1945. Elle rédige plusieurs articles pour la Revue des bibliothèques, l’organe de l’association. Plusieurs, qui traitent du catalogage, sont réunis en un même document publié en 1952. Cet ouvrage, Instructions pour la rédaction des catalogues de bibliothèques paru aux Éditions Fides, permet de bâtir un cadre bibliographique de vedettes-matières.
Elle publie également, en 1949, un ouvrage sur le classement intitulé Essai d'un code de classement en langue française.
Parallèlement, elle est nommée membre de la Commission historique dans la cause de béatification de Jeanne Mance. Ses recherches sur Jeanne Mance l’amènent, en 1949, à voyager en France et à Rome en compagnie de Sœur Maria Mondoux. Chargée de rassembler les écrits de Jeanne Mance, Daveluy visite entre autres le château de Wideville en août 1949,.

### Engagements
Marie-Claire Daveluy s’implique dans diverses causes, notamment la cause patriote et la cause des femmes.
Son patriotisme s’exprime dans sa défense des droits scolaires de la minorité francophone en Ontario, mais aussi dans ses livres pour enfants, qui ont pour objectif de former des futurs patriotes. Un des objectifs de l’École de bibliothécaires, dont Daveluy est une des cofondatrices, est également de former des bibliothécaires de carrière canadiens-français et catholiques.
À partir de 1913, elle s'implique dans la Fédération nationale Saint-Jean-Baptiste, une organisation féministe canadienne-française. Elle occupe le poste de présidente de l’Association des femmes employées de bureau pendant un temps et publie plusieurs articles dans La Bonne Parole, l’organe de la Fédération,. Dans ses articles, elle se porte à la défense des travailleuses. Daveluy se prononce à plusieurs reprises pour le vote des femmes.
Elle défend également la cause des femmes par le biais de la commémoration historique, notamment en organisant une manifestation patriotique annuelle en l’honneur de Jeanne Mance à l’Hôtel-Dieu de Montréal,. En 1916, elle dénonce aussi le fait que Marie Rollet, dans la sculpture qui doit rendre hommage à Louis Hébert, se trouve au pied de son mari. Elle proteste en écrivant à l’abbé Azarie Couillard-Després, président du comité du Monument Louis Hébert : « L’endroit attribué à Marie Rollet ne m’a pas paru rendre justice aux services que l’épouse du premier colon a rendus à notre pays ».

### Décès

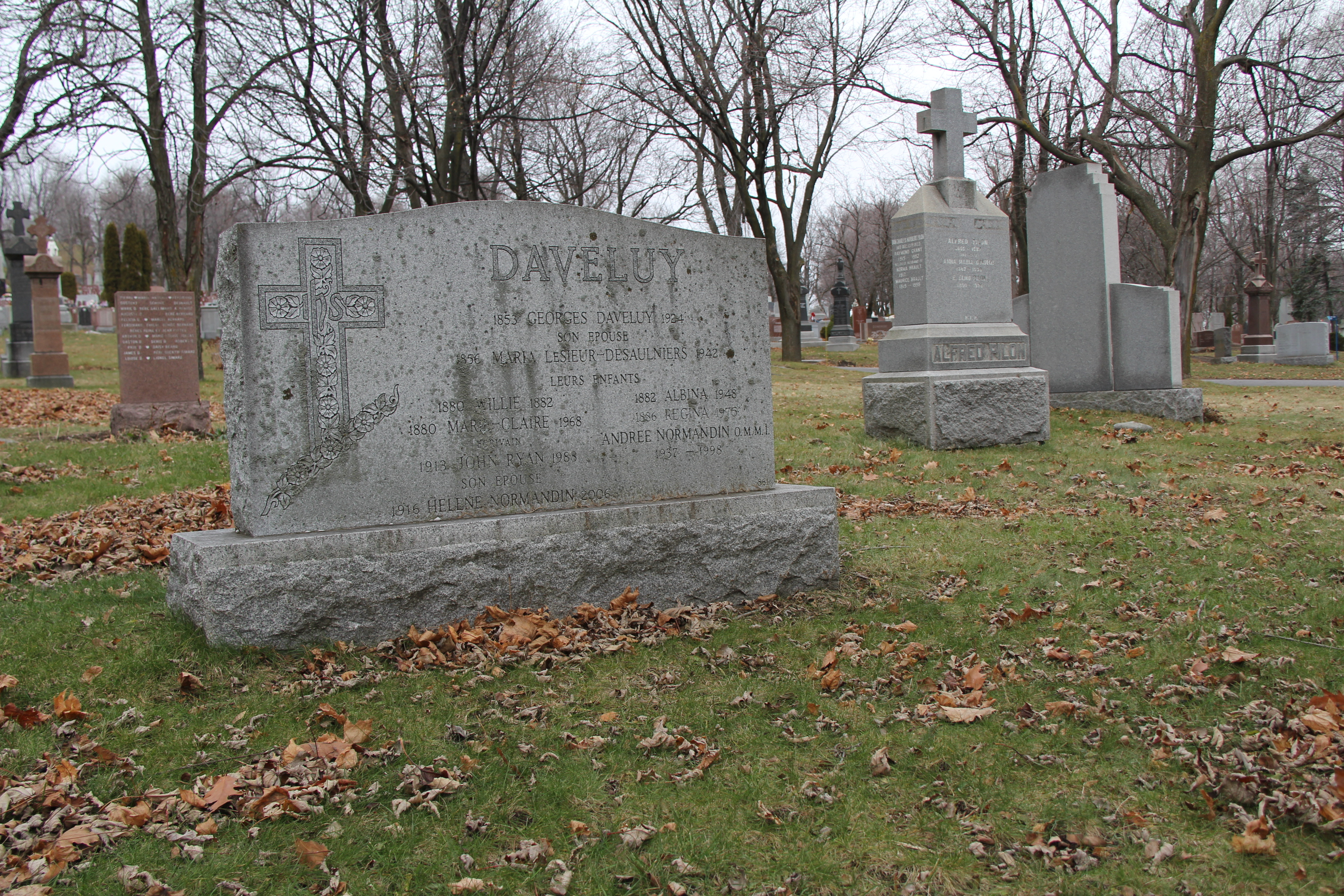
Pierre tombale de la famille Daveluy au cimetière Notre-Dame-des-Neiges à Montréal.

Elle meurt le 21 janvier 1968 à Montréal, à l'âge de 87 ans. Sa sépulture est située dans le cimetière Notre-Dame-des-Neiges, à Montréal.

## Publications
- 1919 - L'Orphelinat catholique de Montréal
- 1923-1940 - Les Aventures de Perrine et Charlot (publié en feuilleton dans L'Oiseau bleu)
- 1926 - Le filleul du roi Grolo (conte de fées)
- 1927 - Jeanne Leber ; Aux feux de la rampe (recueil de pièces de théâtre)
- 1934 - Jeanne Mance, 1606-1673 (histoire)
- 1936 - Une révolte au pays des fées (conte de fées)

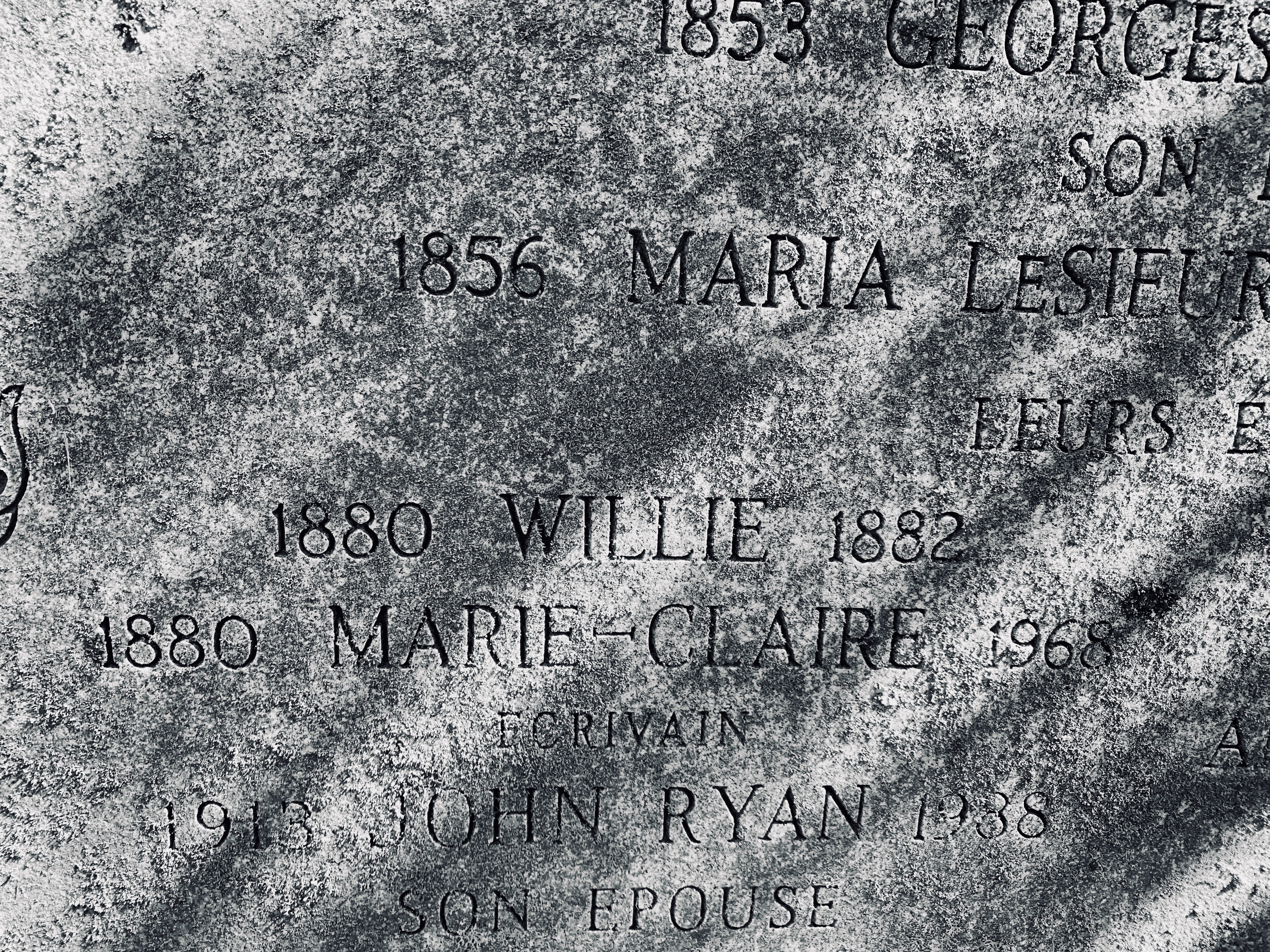
Inscription sur le monument funéraire de Marie-Claire Daveluy au cimetière Notre-Dame-des-Neiges à Montréal.

- Inscription sur le monument funéraire de Marie-Claire Daveluy au cimetière Notre-Dame-des-Neiges à Montréal.1936 - Sur les ailes de l'oiseau bleu : l'envolée féerique (conte de fées)
- 1939 - Michel et Josephte dans la tourmente (publié en feuilleton dans L'Oiseau bleu)
- 1940 - Le Richelieu héroïque (histoire)
- 1949 - Essai d'un code de classement en langue française (manuel de bibliothéconomie)
- 1952 - Instructions pour la rédaction des catalogues de bibliothèque vol.1 (manuel de bibliothéconomie)

## Honneurs et distinctions
- 1924 - Prix David (cinquième place)
- 1934 - Prix David
- 1934 - Médaille de l'Académie française pour Jeanne Mance, 1606-1673
- 1943 - Doctorat honoris causa de l'Université de Montréal
- 1944 - Membre fondatrice de l'Académie canadienne-française (aujourd'hui l'Académie des lettres du Québec)
- 1958 - Médaille du Centenaire de la Société historique de Montréal[62]

Le pavillon Marie-Claire Daveluy de la Bibliothèque nationale du Québec a été nommé en son honneur. Il accueillait les collections spéciales de 1982-1997.
Le parc Marie-Claire-Daveluy de Montréal honore sa mémoire depuis 1987. Les villes de Boisbriand et Lévis ont nommé une rue en sa mémoire,.

## Ressources
Un fonds d'archives Marie-Claire Daveluy (R11856) est disponible à Bibliothèque et Archives Canada. Un fonds d'archives de Marie-Claire Daveluy est conservé au centre d'archives de Montréal de Bibliothèque et Archives nationales du Québec.